# Феодотий (Озеров)
Архиепископ Феодотий (в миру Фёдор Адрианович Озеров; 1797, Верейский уезд, Московская губерния — 20 августа [1 сентября] 1858, Симбирск) — епископ Русской православной церкви, архиепископ Симбирский и Сызранский.

## Биография
Родился в 1797 году (по РБС — в 1793 году) в селе Косицы в семье священника.
Образование получил в Московской духовной семинарии. 15 августа 1819 года поступил в Санкт-Петербургскую духовную академию и в 1823 году окончил её со степенью магистра.
31 июля 1823 года пострижен в монашество с именем Феодотий. 1 августа назначен инспектором Вифанской духовной семинарии и профессором церковной истории и греческого языка; 5 августа рукоположён во иеродиакона; 7 августа — во иеромонаха.
20 марта 1824 года причислен к соборным иеромонахам Московского Донского монастыря.
С 23 августа 1828 года — ректор Оренбургской духовной семинарии. 18 сентября возведён в сан архимандрита Уфимского Успенского монастыря. Одновременно определён присутствующим в консистории и цензором проповедей.
23 сентября 1831 года переведён ректором в Рязанскую духовную семинарию, а также назначен настоятелем Рязанского Спасского монастыря, присутствующим консистории, цензором проповедей и благочинным над монастырями.
В 1831 году принимал активное участие в ликвидации эпидемии холеры.
В 1835 году был вызван в Санкт-Петербург на чреду служения и проповедания слова Божия.
11 июля 1837 года хиротонисан во епископа Старорусского, викария Новгородской епархии, хотя был третьим кандидатом. Живой, энергичный по природе, епископ Феодотий в связи с болезнью митрополита Новгородского и Санкт-Петербургского Серафима (Глаголевского) почти один в течение пяти лет управлял епархией.
7 августа 1842 года перемещён на самостоятельную кафедру в Симбирск, которой управлял в течение шестнадцати лет. При первом знакомстве с городом Симбирском произнёс в сердце своём обет: «Сей покой мой, зде вселюся», и этот обет он исполнил. Ему были предложения перейти на более благополучные и богатые кафедры, но он отказался.
В 1855—1856 годах присутствовал в Святейшем синоде.
26 августа 1856 года возведён в сан архиепископа.
По отзыву современников, был человек добрейшей души; своею простотою, доступностью и благотворительностью сумел привлечь симпатии не только духовенства, но и всего местного общества, а особенно простого народа. Архипастырь кроткий, милующий, заботливый, к Богу стремившийся всей душой.
Любил храмоздательство, его трудами было возведено много новых и обновлено старых храмов, заботился о благоустройстве монастырей. Он восстановил Сызранский Вознесенский монастырь, открыл Сызранский Сретенский женский монастырь, восстановил опустевшую Жадовскую пустынь и установил ежегодное перенесение из Жадовки в Симбирск чудотворной иконы Божией Матери.
Скончался 20 августа 1858 года. Погребён в Симбирском Николаевском соборе. По желанию покойного отпевал его епископ Чебоксарский, викарий Казанской епархии Никодим (Казанцев), которому в Вифанской духовной семинарии покровительствовал епископ Феодотий.

## Сочинения
- Поучения и речи — СПб., 1850-1856.
  - Выпуск первый
  - Выпуск второй
- Утро священнослужителя, или Поучения и речи — СПб., 1858.
  - Часть I
  - Часть II
  - Часть III

## Комментарии
1. ↑  Село Косицы[1], относившееся к Верейскому уезду, не сохранилось; ныне — территория Наро-Фоминского городского округа, Московская область.